# Korn Ferry
Korn Ferry — международная компания в сфере управленческого консалтинга, имеющая специализацию на вопросах организации, трансформации бизнеса и поиске высокопоставленных сотрудников.
На 2019 год Korn Ferry имеет 104 офиса в 52 странах и штат около 8 700 человек.
Штаб-квартира организации находится в Лос-Анджелесе, США.
Включает в себя 3 бизнес-сегмента:
1. Korn Ferry Advisory
2. Korn Ferry Executive Search
3. Korn Ferry Professional Search